# Plasy
Plasy település Csehországban, a Észak-plzeňi járásban. Plasy Obora, Pláně, Výrov, Dolní Hradiště, Kaznějov, Mrtník, Mladotice, Koryta, Kopidlo, Kralovice, Loza, Rybnice, Kočín és Dražeň településekkel határos. Lakosainak száma 2963 fő (2024. január 1.).

## Népesség
A település lakosságának változását az alábbi diagram mutatja:
| Lakosok száma | 2700 | 2623 | 2896 | 2886 | 2768 | 2572 | 2628 | 2715 | 2690 | 2963 |
|               | 1869 | 1900 | 1921 | 1961 | 1980 | 2011 | 2016 | 2019 | 2021 | 2024 |